# Bacchisa pouangpethi
Bacchisa pouangpethi es una especie de escarabajo longicornio del género Bacchisa, tribu Astathini, subfamilia Lamiinae. Fue descrita científicamente por Breuning en 1963.

## Descripción
Mide 9-14 milímetros de longitud.

## Distribución
Se distribuye por Laos.